# Amor (serie de televisión)
Amor (en hangul, 사랑) es una serie de televisión de Corea del Sur emitida por MBC desde el 2 de enero hasta el 24 de marzo de 1998, con una longitud de 16 episodios emitidos cada lunes y martes a las 21:55 (KST).

## Sinopsis
La historia relata la intersección de las historias de amor de dos personas, Young Ji (Kim Mi Sook), una viuda en sus 30's e In Ha (Jang Dong Gun), un joven veinteañero. Después de que el marido de Young Ji muere, su exnovio Joon Sup (Lee Young Ha) se divorcia de su esposa y se acerca a Young Ji de nuevo. Casi parece natural que se casarían. Sin embargo, In Ha de inmediato se enamora de Young Ji durante un encuentro casual. Young Ji también se siente atraída hacia In Ha, pero sabe Joon Sup es la elección "correcta". Sin embargo la vida y el amor rara vez va de la manera que queremos.

## Reparto
- Jang Dong Gun como Jeong In Ha.
- Kim Mi Suk como Han Young Ji.
- Choi Ji Wu como Yu Ji Yeong.
- Song Yun Ah como Hui Su.
- Lee Yeong Ha como Kim Joon Sup.
- Jeong Bo Seog como Seong Su.
- Kim Ji Soo como Lee So Jin.
- Lee Jug Yeong como Ji Hye.
- Jeong Jun Ho como Choi Min Seok.